# Crkva Presvetog Srca Isusova u Velikoj Pisanici
Crkva Presvetog Srca Isusova u Velikoj Pisanici župna je rimokatolička crkva u središtu Velike Pisanice u Bjelovarsko-bilogorskoj županiji.
Izgradnja same crkve započela je 1906. godine i to na temeljima stare kapelice iz 18. stoljeća. Gradnju je vodio kotarski inženjer Vilim Žugaj iz Bjelovara, a graditelj je bio Franjo Revelant, također iz Bjelovara.
Trobrodna je građevina poligonalno zaključenog svetišta sa sakristijom smještenom zapadno uz svetište te zvonikom nad glavnim pročeljem. Krovište glavnog broda dvostrešno je i pokriveno limom, a bočnih brodova jednostrešno, nad apsidom višestrešno.
Blagdan Presvetog Srca Isusova ujedno je i dan općine Velika Pisanica koji se svake godine svečano obilježava.

## Zaštita
Pod oznakom  Z-2108 vodi se kao nepokretno kulturno dobro - pojedinačno, pravnog statusa zaštićena kulturnog dobra, klasificirano kao "sakralna graditeljska baština".